# Тан Жэньцзянь
Тан Жэньцзянь (кит. 唐仁健, род. август 1962, Чунцин) — китайский государственный и политический деятель, министр сельского хозяйства и сельских дел КНР, секретарь партийного отделения КПК Министерства и заведующий Канцелярией Центральной руководящей группы по сельским работам с 26 декабря 2020 года.
Ранее губернатор провинции Ганьсу (2017—2020), первый заместитель председателя Народного правительства Гуанси-Чжуанского автономного района (2015—2016), завканцелярией Центральной руководящей группы по сельским работам (2016—2017).
Член Центрального комитета Компартии Китая 19 и 20-го созывов.

## Биография
Родился в августе 1962 года в Чунцине.
В августе 1983 года окончил факультет политэкономии Сычуаньского финансово-экономического университета (ныне Юго-Западный финансово-экономический университет). Направлен по распределению в Министерство сельского хозяйства, животноводства и рыболовства КНР, где работал сотрудником департамента политики, в марте 1987 года назначен заместителем начальника отдела в департаменте, затем возглавил этот отдел. С марта 1984 по январь 1985 года откомандировывался в сельскую местность в посёлок Дахуашань пекинского уезда Пингу.
В мае 1989 года вступил в должность заместителя заведующего отделом промышленной политики департамента политики и регулирования Минсельхоза КНР. В ноябре 1990 года переведён заместителем заведующего, затем заведующим отделом экономического регулирования департамента политических реформ и регулирования Минсельхоза КНР. В марте 1991 года вступил в Коммунистическую партию Китая. В ноябре 1994 года направлен заместителем заведующего канцелярией министра, позднее назначен заместителем директора департамента политических реформ и регулирования, а в июле 1998 года переведён на аналогичную должность в департамент промышленной политики министерства.
С сентября 1998 года — помощник инспектора по сельской работе канцелярии Центральной руководящей группы по финансам и экономике, спустя два года повышен до инспектора. В этом периоде обучался в аспирантуре Юго-Западного финансово-экономического университета по кафедре экономики промышленности, в декабре 2003 года защитил диссертацию и получил степень доктора философии (PhD) по экономике. С марта 2006 года — заместитель главы канцелярии Центральной руководящей группы по финансам и экономике, с июня 2013 года одновременно заместитель главы малой руководящей группы Госсовета КНР по борьбе с бедностью.
В апреле 2014 года направлен в региональную политику, член Постоянного комитета парткома КПК Гуанси-Чжуанского автономного района. В следующем месяце назначен заместителем председателя Народного правительства района, в апреле следующего года — первым заместителем председателя правительства и заместителем секретаря парткома КПК Гуанси-Чжуанского АР.
С июля 2016 года — заместитель главы Центральной руководящей группы по сельским работам и заведующий канцелярией этой группы по совместительству.
В апреле 2017 года освобождён от должности замсекретаря парткома КПК Гуанси-Чжуанского АР, назначен заместителем губернатора, временно исполняющим обязанности губернатора провинции Ганьсу и секретарём партотделения КПК правительства провинции. 29 января 2018 года утверждён губернатором Ганьсу решением 1-й сессии Собрания народных представителей провинции 13-го созыва. 24 февраля 2018 года избран депутатом Всекитайского собрания народных представителей 13-го созыва.
В декабре 2020 года назначен секретарём партотделения КПК Министерства сельского хозяйства и сельских дел КНР и в том же месяце вступил в должность министра.